# Heartburn
Heartburn es una película de 1986 basada en la novela semiautobiográfica de mismo título de Nora Ephron. Trata sobre el segundo matrimonio de Ephron con Carl Bernstein y el affaire de este último con Margaret Jay. La película, dirigida por Mike Nichols y escrita por la misma Nora Ephron, está protagonizada por Meryl Streep y Jack Nicholson. Nicholson sustituyó a Mandy Patinkin, quien había sido despedido desde el primer día del rodaje.
Heartburn fue titulada Se acabó el pastel en España y El difícil arte de amar en Hispanoamérica. En Perú fue titulada El difícil arte de amar en salas de cine, pero el título atribuido en la televisión peruana fue Decepción.

## Reparto
| Actor                               | Personaje                        | Notas                          |
| ----------------------------------- | -------------------------------- | ------------------------------ |
| Meryl Streep                        | Rachel                           |                                |
| Jack Nicholson                      | Mark                             |                                |
| Jeff Daniels                        | Richard                          |                                |
| Maureen Stapleton                   | Vera                             |                                |
| Stockard Channing                   | Julie                            |                                |
| Richard Masur                       | Arthur                           |                                |
| Catherine O'Hara                    | Betty                            |                                |
| Steven Hill                         | Padre de Rachel                  |                                |
| Milos Forman                        | Dmitri                           |                                |
| Mamie Gummer                        | Annie                            | Acreditado como Natalie Stern  |
| Karen Akers                         | Thelma Rice                      |                                |
| Aida Linares                        | Juanita                          |                                |
| Anna Maria Horsford                 | Della                            |                                |
| Ron McLarty                         | Detective O'Brien                |                                |
| Kenneth Welsh                       | Dr. Appel                        |                                |
| Kevin Spacey                        | Ladrón del metro                 |                                |
| Mercedes Ruehl                      | Eve                              |                                |
| Joanna Gleason                      | Diana                            |                                |
| R.S. Thomas                         | Dan                              |                                |
| Jack Gilpin                         | Ellis                            |                                |
| Christian Clemenson                 | Sidney                           |                                |
| John Wood                           | Moderador británico              |                                |
| Sidney Armus                        | Jeweler                          |                                |
| Yakov Smirnoff                      | Contractor Laszlo                |                                |
| Caroline Aaron                      | Judith                           |                                |
| Lela Ivey                           | Estilista                        |                                |
| Tracey Jackson                      | Amigo de estilista               |                                |
| Libby Titus                         | Hermana de Rachel                |                                |
| Angela Pietropinto                  | Receptionista de hospital        |                                |
| Cynthia O'Neal                      | Colega de revista                |                                |
| Susan Forristal                     | Colega de revista                |                                |
| Dana Ivey                           | Wedding Speaker                  |                                |
| John Rothman                        | Jonathan Rice                    |                                |
| Elijah Lindsay                      | Anestecista                      |                                |
| Jack Neam                           | Carnicero                        |                                |
| Kim Fertman                         | Hija de Arthur y Julie           | Acreditado como Kimi Parks     |
| Salem Ludwig                        | Juez                             |                                |
| Patricia Falkenhain                 | Anfitriona de fiesta de almuerzo |                                |
| Margaret Thomson                    | Invitado de boda enojado         |                                |
| Charles Denny                       | Invitado de fiesta de almuerzo   | Acreditado como Charles Denney |
| Gregg Almquist                      | Invitado de fiesta de almuerzo   |                                |
| Garrison Lane                       | Invitado de fiesta de almuerzo   |                                |
| Ryan Hilliard                       | Invitado de fiesta de almuerzo   |                                |
| Dana Streep                         | Invitado de fiesta de almuerzo   |                                |
| Mary Streep                         | Invitado de fiesta de almuerzo   |                                |
| Cyrilla Dorn                        | Invitado de fiesta de almuerzo   |                                |
| May Pang                            | Invitado de fiesta de almuerzo   |                                |
| Michael Regan                       | Padre de la novia                |                                |
| Ari M. Roussimoff                   | Trabajador                       |                                |
| Luther Rucker                       | Trabajador                       |                                |
| Rest of cast listed alphabetically: |                                  |                                |
| Gary Jones                          | Mesero en la secuencia de inicio | No acreditado                  |
| Jack Larravide                      | Extra                            | No acreditado                  |
| Natasha Lyonne                      | Sobrina de Rachel                | No acreditado                  |
| Jorge Pupo                          | Usuario de metro                 | No acreditado                  |
| Grant Harper Reid                   | Hombre en escena de maternidad   | No acreditado                  |
| Carlotta Schock                     | Invitado de almuerzo             | No acreditado                  |
| Tony Shalhoub                       | Pasajero de avión                | No acreditado                  |

## Banda sonora
- «Coming Around Again», canción de Carly Simon.

- Datos: Q625429